# Fermo Guisoni

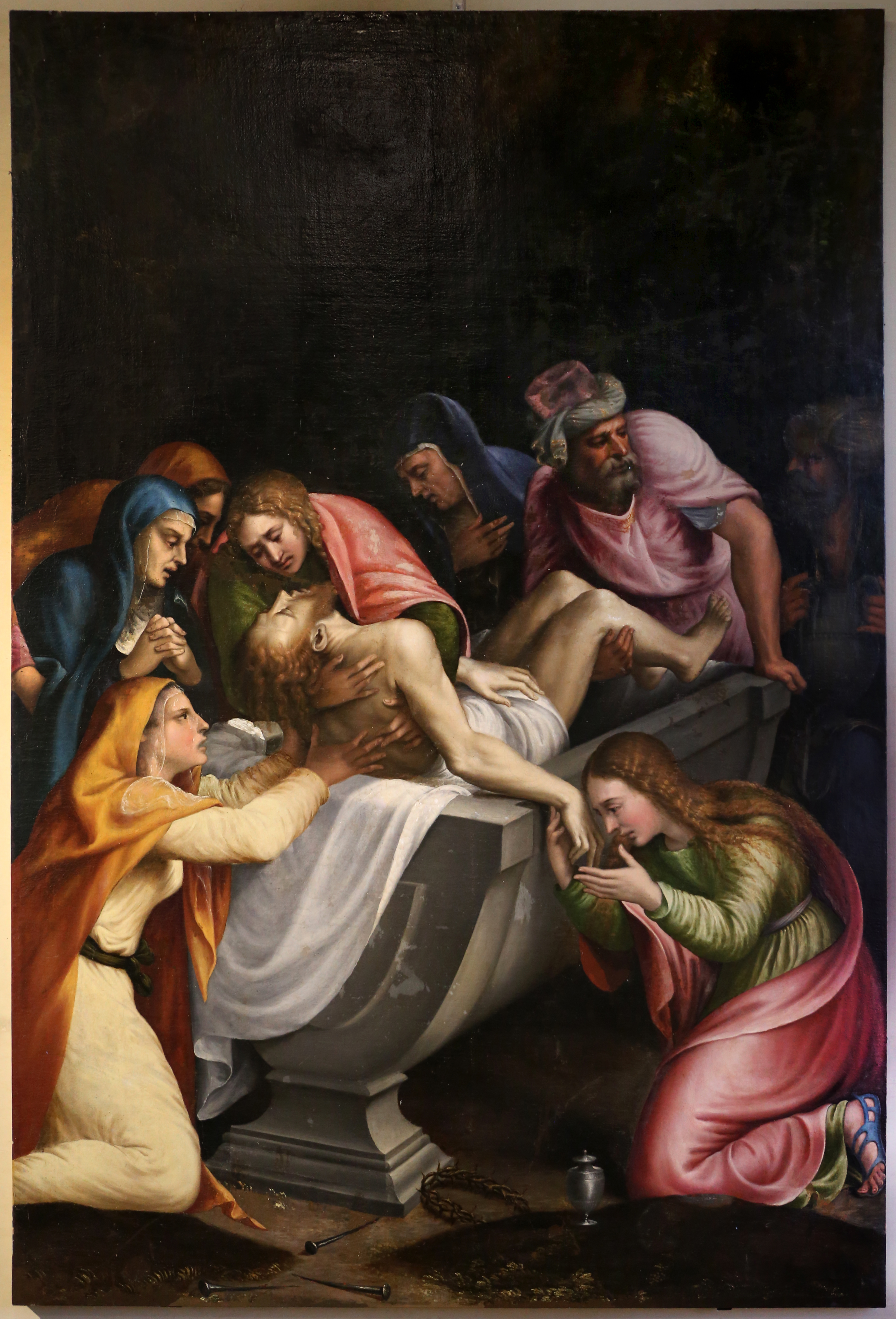
Deposizione, palazzo Ducale (Mantova), 1539-40 circa

Fermo Guisoni (Mantova, 1510 circa – Roma, 1580 circa) è stato un pittore italiano.

## Biografia
Fermo Guisoni è stato un pittore italiano manierista del Rinascimento, attivo principalmente nella sua città natale di Mantova.
È stato uno dei principali collaboratori del pittore Giulio Romano.
Affrescò la cupola della Cattedrale di San Pietro di Mantova e anche trasposto in affresco un cartone di Romano raffigurante i Santi Pietro e Paolo in pescatori.

## Opere
- Crocifissione con i Santi Pietro e Andrea (Vocazione dei Santi Apostoli Pietro e Andrea), la Cattedrale di Mantova.
- San Giovanni Evangelista.[2]
- Genealogia di casa Gonzaga, Mantova.[3]